# 大熊まい
大熊 まい（おおくま まい）は、日本のイラストレーター。旧名は「RF.ロイグ」。

## 来歴
8月31日生まれ。2010年、東洋美術学校イラストレーション科卒業。2008年頃からRF.ロイグ（RF.roaig）の筆名でインターネットで活動を始め、ソーシャルゲームのカードイラストなどを多数描く。ゲーム会社勤務を経て、2015年11月からフリーのイラストレーター「大熊まい」として活動。ライブドローイングイベントや、江川あきら主催のRAY展というグループ展示会への参加なども行っている。

## 作品

### 書籍の表紙イラスト・挿絵
- 猫と竜（アマラ著、宝島社）
  - 猫と竜（2016年4月）
  - 猫と竜と冒険王子とぐうたら少女（2017年1月）
  - 猫と竜 猫の英雄と魔法学校（2018年7月）
  - 猫と竜 竜のお見合いと空飛ぶ猫（2020年2月）
- リアル世界にダンジョンが出来た（ダンジョンマスター著、宝島社）
  - リアル世界にダンジョンが出来た（2016年12月）
  - リアル世界にダンジョンが出来た 復讐の乙女と最凶の刃（2017年5月）
- ふろんてぃあーず バケツさんの細かめな開拓記（天界著、泰文堂、2017年5月）
- STAR OCEAN anamnesis -The Beacon of Hope-（和ヶ原聡司著、電撃オンライン、2017年12月7日 - 2018年3月19日、Web掲載版のみ）
- ソシャゲダンジョン レア度Rの反逆（止流うず著、講談社）
  - ソシャゲダンジョン 1 レア度Rの反逆（2018年12月）
  - ソシャゲダンジョン 2 レア度Rの反逆 (2019年6月)
- 魔獣密猟取締官になったんだけど、保護した魔獣に喰われそうです。（飛野猶著、ドラゴンノベルス）
  - 魔獣密猟取締官になったんだけど、保護した魔獣に喰われそうです。 1（2019年4月）
  - 魔獣密猟取締官になったんだけど、保護した魔獣に喰われそうです。 2（2019年9月）
- 魔女と使い魔の猫（アマラ著、宝島社、2019年6月）
- ガベージブレイブ 【異世界に召喚され捨てられた勇者の復讐物語】（なんじゃもんじゃ著、キャラクター原案：珠梨やすゆき[注釈 1]、一二三書房）
  - ガベージブレイブ 【異世界に召喚され捨てられた勇者の復讐物語】3（2019年11月）
  - ガベージブレイブ 【異世界に召喚され捨てられた勇者の復讐物語】4（2020年9月）
- フシノカミ 〜辺境から始める文明再生記〜（雨川水海著、オーバーラップノベルス）
  - フシノカミ 1 〜辺境から始める文明再生記〜（2019年11月）
  - フシノカミ 2 〜辺境から始める文明再生記〜（2020年3月）
  - フシノカミ 3 〜辺境から始める文明再生記〜（2020年6月）
  - フシノカミ 4 〜辺境から始める文明再生記〜（2020年12月）
  - フシノカミ 5 〜辺境から始める文明再生記〜（2021年7月）
  - フシノカミ 6 〜辺境から始める文明再生記〜（2022年1月）
- 世界最強の神獣使い（八茶橋らっく著、UGnovels、2020年3月）
- ソード・ワールド2.5サプリメント 星座の町サイレックオード（KADOKAWA、2021年3月）
- 武装メイドに魔法は要らない（忍野佐輔著、富士見ファンタジア文庫）
  - 武装メイドに魔法は要らない（2021年3月）
  - 武装メイドに魔法は要らないII（2022年1月）
- 奇世界トラバース 〜救助屋ユーリの迷界手帳〜（紺野千昭著、GA文庫、2022年1月）
- 陰キャぼっちは決めつけたい これは絶対陽キャのしわざ!（六畳のえる著、MF文庫J、2023年10月）

### ゲームのキャラクターイラスト
- 輝星のリベリオン（ダンクハーツ）
- 聖戦ケルベロス（GREE）
- 逆転オセロニア（DeNA） - ネルガル
- ロードオブヴァーミリオンⅣ（スクウェア・エニックス） - ミリア
- スターオーシャン:アナムネシス（スクウェア・エニックス）[5]
- De:Lithe（ディライズ）〜忘却の真王と盟約の天使（enish） - メインイラストレーター[6]

### バーチャルYouTuberデザイン
- 由縁アヤ・ミナ（AyaMina Games）[7]